# Campionato mondiale B maschile di hockey su pista Macao 1998
Il Campionato del Mondo B 1998 è stata l'8ª edizione del campionato del mondo B di hockey su pista; la manifestazione è stata disputata a Macao dal 6 al 12 settembre 1998.

La competizione fu organizzata dalla Fédération Internationale de Roller Sports.

Il torneo è stato vinto dalla nazionale cilena per la 1ª volta nella sua storia.

## Prima fase

### Girone A

#### Risultati
| Macao 6 settembre 1998 | Sudafrica | 39 – 0 referto | Taiwan | Estádio Campo Desportivo |

| Macao 6 settembre 1998 | Stati Uniti | 3 – 1 referto | Sudafrica | Estádio Campo Desportivo |

| Macao 6 settembre 1998 | Australia | 44 – 0 referto | Taiwan | Estádio Campo Desportivo |

| Macao 6 settembre 1998 | Mozambico | 2 – 5 referto | Stati Uniti | Estádio Campo Desportivo |

| Macao 7 settembre 1998 | Sudafrica | 2 – 2 referto | Mozambico | Estádio Campo Desportivo |

| Macao 7 settembre 1998 | Australia | 3 – 6 referto | Mozambico | Estádio Campo Desportivo |

| Macao 7 settembre 1998 | Australia | 3 – 5 referto | Stati Uniti | Estádio Campo Desportivo |

| Macao 7 settembre 1998 | Taiwan | 2 – 9 referto | Stati Uniti | Estádio Campo Desportivo |

| Macao 8 settembre 1998 | Sudafrica | 1 – 5 referto | Australia | Estádio Campo Desportivo |

| Macao 8 settembre 1998 | Mozambico | 54 – 0 referto | Taiwan | Estádio Campo Desportivo |

#### Classifica
|    | Squadra     | PT | G | V | N | P | GF | GS  | Diff. | Note |
| -- | ----------- | -- | - | - | - | - | -- | --- | ----- | ---- |
| 1. | Stati Uniti | 8  | 4 | 4 | 0 | 0 | 22 | 8   | +14   |      |
| 2. | Mozambico   | 5  | 4 | 2 | 1 | 1 | 64 | 10  | +54   |      |
| 3. | Australia   | 4  | 4 | 2 | 0 | 2 | 55 | 12  | +43   |      |
| 4. | Sudafrica   | 3  | 4 | 1 | 1 | 2 | 43 | 10  | +33   |      |
| 5. | Taiwan      | 0  | 4 | 0 | 0 | 4 | 2  | 146 | -144  |      |

### Girone B

#### Risultati
| Macao 5 settembre 1998 | Macao | 19 – 4 referto | India | Estádio Campo Desportivo |

| Macao 6 settembre 1998 | India | 7 – 5 referto | Israele | Estádio Campo Desportivo |

| Macao 7 settembre 1998 | Inghilterra | 15 – 0 referto | Israele | Estádio Campo Desportivo |

| Macao 7 settembre 1998 | Inghilterra | 4 – 4 referto | Macao | Estádio Campo Desportivo |

| Macao 8 settembre 1998 | India | 3 – 28 referto | Inghilterra | Estádio Campo Desportivo |

| Macao 8 settembre 1998 | Israele | 1 – 28 referto | Macao | Estádio Campo Desportivo |

#### Classifica
|    | Squadra     | PT | G | V | N | P | GF | GS | Diff. | Note |
| -- | ----------- | -- | - | - | - | - | -- | -- | ----- | ---- |
| 1. | Macao       | 5  | 3 | 2 | 1 | 0 | 61 | 11 | +50   |      |
| 2. | Inghilterra | 5  | 3 | 2 | 1 | 0 | 56 | 7  | +49   |      |
| 3. | India       | 2  | 3 | 1 | 0 | 2 | 24 | 51 | -27   |      |
| 4. | Israele     | 0  | 3 | 0 | 0 | 3 | 18 | 50 | -32   |      |

### Girone C

#### Risultati
| Macao 6 settembre 1998 | Andorra | 5 – 2 referto | Giappone | Estádio Campo Desportivo |

| Macao 6 settembre 1998 | Andorra | 9 – 5 referto | Nuova Zelanda | Estádio Campo Desportivo |

| Macao 6 settembre 1998 | Canada | 6 – 5 referto | Corea del Nord | Estádio Campo Desportivo |

| Macao 6 settembre 1998 | Giappone | 9 – 3 referto | Corea del Nord | Estádio Campo Desportivo |

| Macao 7 settembre 1998 | Andorra | 12 – 0 referto | Canada | Estádio Campo Desportivo |

| Macao 7 settembre 1998 | Andorra | 19 – 4 referto | Corea del Nord | Estádio Campo Desportivo |

| Macao 7 settembre 1998 | Canada | 10 – 8 referto | Nuova Zelanda | Estádio Campo Desportivo |

| Macao 7 settembre 1998 | Giappone | 3 – 6 referto | Nuova Zelanda | Estádio Campo Desportivo |

| Macao 8 settembre 1998 | Canada | 4 – 10 referto | Giappone | Estádio Campo Desportivo |

| Macao 8 settembre 1998 | Nuova Zelanda | 2 – 4 referto | Pakistan | Estádio Campo Desportivo |

#### Classifica
|    | Squadra        | PT | G | V | N | P | GF | GS | Diff. | Note |
| -- | -------------- | -- | - | - | - | - | -- | -- | ----- | ---- |
| 1. | Andorra        | 8  | 4 | 4 | 0 | 0 | 45 | 11 | +34   |      |
| 2. | Giappone       | 4  | 4 | 2 | 0 | 2 | 24 | 18 | +6    |      |
| 3. | Canada         | 4  | 4 | 2 | 0 | 2 | 10 | 35 | -25   |      |
| 4. | Nuova Zelanda  | 2  | 4 | 1 | 0 | 3 | 21 | 24 | -3    |      |
| 5. | Corea del Nord | 2  | 4 | 1 | 0 | 3 | 16 | 36 | -10   |      |

### Girone D

#### Risultati
| Macao 6 settembre 1998 | Austria | 1 – 8 referto | Cile | Estádio Campo Desportivo |

| Macao 6 settembre 1998 | Cile | 11 – 1 referto | Messico | Estádio Campo Desportivo |

| Macao 6 settembre 1998 | Cina | 9 – 9 referto | Pakistan | Estádio Campo Desportivo |

| Macao 6 settembre 1998 | Messico | 11 – 5 referto | Pakistan | Estádio Campo Desportivo |

| Macao 7 settembre 1998 | Austria | 13 – 1 referto | Cina | Estádio Campo Desportivo |

| Macao 7 settembre 1998 | Austria | 6 – 3 referto | Messico | Estádio Campo Desportivo |

| Macao 7 settembre 1998 | Cile | 6 – 1 referto | Cina | Estádio Campo Desportivo |

| Macao 7 settembre 1998 | Cile | 29 – 1 referto | Pakistan | Estádio Campo Desportivo |

| Macao 8 settembre 1998 | Austria | 20 – 1 referto | Pakistan | Estádio Campo Desportivo |

| Macao 8 settembre 1998 | Cina | 7 – 5 referto | Messico | Estádio Campo Desportivo |

#### Classifica
|    | Squadra  | PT | G | V | N | P | GF | GS | Diff. | Note |
| -- | -------- | -- | - | - | - | - | -- | -- | ----- | ---- |
| 1. | Cile     | 8  | 4 | 4 | 0 | 0 | 54 | 4  | +51   |      |
| 2. | Austria  | 6  | 4 | 3 | 0 | 1 | 40 | 13 | +27   |      |
| 3. | Cina     | 3  | 4 | 1 | 1 | 2 | 18 | 33 | -15   |      |
| 4. | Messico  | 2  | 4 | 1 | 0 | 3 | 20 | 29 | -9    |      |
| 5. | Pakistan | 1  | 4 | 0 | 1 | 3 | 16 | 69 | -53   |      |

## Fase Finale

### Girone 17º - 19º posto

#### Risultati
| Macao 9 settembre 1998 | Nuova Zelanda | 19 – 1 referto | Taiwan | Estádio Campo Desportivo |

| Macao 11 settembre 1998 | Nuova Zelanda | 13 – 2 referto | Pakistan | Estádio Campo Desportivo |

| Macao 11 settembre 1998 | Pakistan | 13 – 4 referto | Taiwan | Estádio Campo Desportivo |

#### Classifica
|    | Squadra       | PT | G | V | N | P | GF | GS | Diff. | Note |
| -- | ------------- | -- | - | - | - | - | -- | -- | ----- | ---- |
| 1. | Nuova Zelanda | 4  | 2 | 2 | 0 | 0 | 32 | 3  | +29   |      |
| 2. | Pakistan      | 2  | 2 | 1 | 0 | 1 | 15 | 17 | -2    |      |
| 3. | Taiwan        | 0  | 2 | 0 | 0 | 2 | 5  | 32 | -27   |      |

### Girone 13º - 16º posto

#### Risultati
| Macao 9 settembre 1998 | Corea del Nord | 4 – 3 referto | Sudafrica | Estádio Campo Desportivo |

| Macao 9 settembre 1998 | Israele | 4 – 10 referto | Messico | Estádio Campo Desportivo |

| Macao 10 settembre 1998 | Israele | 3 – 14 referto | Sudafrica | Estádio Campo Desportivo |

| Macao 11 settembre 1998 | Corea del Nord | 9 – 3 referto | Messico | Estádio Campo Desportivo |

| Macao 11 settembre 1998 | Corea del Nord | 11 – 2 referto | Israele | Estádio Campo Desportivo |

| Macao 11 settembre 1998 | Messico | 3 – 4 referto | Sudafrica | Estádio Campo Desportivo |

#### Classifica
|    | Squadra        | PT | G | V | N | P | GF | GS | Diff. | Note |
| -- | -------------- | -- | - | - | - | - | -- | -- | ----- | ---- |
| 1. | Corea del Nord | 6  | 3 | 3 | 0 | 0 | 24 | 8  | +16   |      |
| 2. | Sudafrica      | 4  | 3 | 2 | 0 | 1 | 21 | 10 | +11   |      |
| 3. | Messico        | 2  | 3 | 1 | 0 | 2 | 16 | 17 | -1    |      |
| 4. | Israele        | 0  | 3 | 0 | 0 | 3 | 9  | 35 | -26   |      |

### Girone 9º - 12º posto

#### Risultati
| Macao 9 settembre 1998 | Australia | 4 – 1 referto | Canada | Estádio Campo Desportivo |

| Macao 9 settembre 1998 | Cina | 5 – 1 referto | India | Estádio Campo Desportivo |

| Macao 10 settembre 1998 | Australia | 14 – 1 referto | India | Estádio Campo Desportivo |

| Macao 11 settembre 1998 | Australia | 5 – 0 referto | Cina | Estádio Campo Desportivo |

| Macao 11 settembre 1998 | Canada | 8 – 5 referto | Cina | Estádio Campo Desportivo |

| Macao 12 settembre 1998 | Canada | 15 – 7 referto | India | Estádio Campo Desportivo |

#### Classifica
|    | Squadra   | PT | G | V | N | P | GF | GS | Diff. | Note |
| -- | --------- | -- | - | - | - | - | -- | -- | ----- | ---- |
| 1. | Australia | 6  | 3 | 3 | 0 | 0 | 23 | 2  | +21   |      |
| 2. | Canada    | 4  | 3 | 2 | 0 | 1 | 24 | 16 | +8    |      |
| 3. | Cina      | 2  | 3 | 1 | 0 | 2 | 10 | 14 | -4    |      |
| 4. | India     | 0  | 3 | 0 | 0 | 3 | 9  | 34 | -25   |      |

### Fase 1º - 8º posto

#### Tabellone principale
|  | Quarti di finale | Quarti di finale |              |           | Semifinali      | Semifinali      |  |  | Finale       | Finale |
|  |                  |                  |              |           |                 |                 |  |  |              |        |
|  | 10 settembre     |                  |              |           |                 |                 |  |  |              |        |
|  |                  |                  |              |           |                 |                 |  |  |              |        |
|  | Stati Uniti      | 9                |              |           |                 |                 |  |  |              |        |
|  | Stati Uniti      | 9                | 11 settembre |           |                 |                 |  |  |              |        |
|  | Inghilterra      | 2                |              |           |                 |                 |  |  |              |        |
|  | Inghilterra      | 2                | Stati Uniti  | 9         |                 |                 |  |  |              |        |
|  | 10 settembre     |                  | Stati Uniti  | 9         |                 |                 |  |  |              |        |
|  |                  | Andorra          | 2            |           |                 |                 |  |  |              |        |
|  | Andorra          | Andorra          | 2            | 5         |                 |                 |  |  |              |        |
|  | Andorra          |                  | 12 settembre | 5         |                 |                 |  |  |              |        |
|  | Austria          | 1                |              |           |                 |                 |  |  |              |        |
|  | Austria          | 1                | Stati Uniti  | 4         |                 |                 |  |  |              |        |
|  | 10 settembre     |                  | Stati Uniti  | 4         |                 |                 |  |  |              |        |
|  |                  | Cile             | 5            |           |                 |                 |  |  |              |        |
|  | Macao            | Cile             | 5            | 2         |                 |                 |  |  |              |        |
|  | Macao            | 11 settembre     |              | 2         |                 |                 |  |  |              |        |
|  | Mozambico        | 8                |              |           |                 |                 |  |  |              |        |
|  | Mozambico        | 8                | Mozambico    | 3         | Finale 3º posto | Finale 3º posto |  |  |              |        |
|  | 10 settembre     |                  | Mozambico    | 3         | Finale 3º posto | Finale 3º posto |  |  |              |        |
|  |                  | Cile             | 4            |           |                 |                 |  |  |              |        |
|  | Cile             | Cile             | 4            | 9         | Andorra         | 4               |  |  |              |        |
|  | Cile             |                  |              | 9         | Andorra         | 4               |  |  |              |        |
|  | Giappone         | 1                |              | Mozambico | 7               |                 |  |  |              |        |
|  | Giappone         | 1                |              |           | 7               |                 |  |  |              |        |
|  |                  |                  |              |           |                 |                 |  |  | 12 settembre |        |
|  |                  |                  |              |           |                 |                 |  |  |              |        |

#### Tabellone 5º - 8º posto
|  | Semifinali  | Semifinali  | Semifinali |       |             | Finale 5º posto | Finale 5º posto | Finale 5º posto |  |
|  |             |             |            |       |             |                 |                 |                 |  |
|  | Inghilterra | Inghilterra | 8          |       |             |                 |                 |                 |  |
|  | Inghilterra | Inghilterra | 8          |       |             |                 |                 |                 |  |
|  | Austria     | Austria     | 7          |       |             |                 |                 |                 |  |
|  | Austria     | Austria     | 7          |       | Inghilterra | Inghilterra     | 4               |                 |  |
|  |             |             |            |       | Inghilterra | Inghilterra     | 4               |                 |  |
|  |             |             | Macao      | Macao | 5           |                 |                 |                 |  |
|  | Macao       | Macao       | Macao      | Macao | 5           | 6               |                 |                 |  |
|  | Macao       | Macao       |            |       |             | 6               |                 |                 |  |
|  | Giappone    | Giappone    | 3          |       |             | Finale 7º posto | Finale 7º posto | Finale 7º posto |  |
|  | Giappone    | Giappone    | 3          |       |             |                 |                 |                 |  |
|  |             |             |            |       |             |                 |                 |                 |  |
|  |             |             |            |       |             | Austria         | Austria         | 2               |  |
|  |             |             |            |       |             | Austria         | Austria         | 2               |  |
|  |             |             |            |       |             | Giappone        | Giappone        | 1               |  |

## Classifica finale
|     | Squadra        | G | V | N | P | GF | GS  | Diff. | Note              |
| --- | -------------- | - | - | - | - | -- | --- | ----- | ----------------- |
| 1.  | Cile           | 7 | 7 | 0 | 0 | 72 | 12  | +60   | Campionato A 1999 |
| 2.  | Stati Uniti    | 7 | 6 | 0 | 1 | 44 | 17  | +27   | Campionato A 1999 |
| 3.  | Mozambico      | 7 | 4 | 1 | 2 | 82 | 19  | +63   | Campionato A 1999 |
| 4.  | Andorra        | 7 | 5 | 0 | 2 | 56 | 28  | +28   |                   |
| 5.  | Macao          | 6 | 4 | 1 | 1 | 74 | 26  | +48   |                   |
| 6.  | Inghilterra    | 6 | 3 | 1 | 2 | 70 | 28  | +42   |                   |
| 7.  | Austria        | 7 | 4 | 0 | 3 | 50 | 27  | +23   |                   |
| 8.  | Giappone       | 7 | 2 | 0 | 5 | 29 | 35  | -6    |                   |
| 9.  | Australia      | 7 | 5 | 0 | 2 | 78 | 14  | +64   |                   |
| 10. | Canada         | 7 | 4 | 0 | 3 | 34 | 51  | -17   |                   |
| 11. | Cina           | 7 | 2 | 1 | 4 | 28 | 47  | -19   |                   |
| 12. | India          | 6 | 1 | 0 | 5 | 33 | 85  | -52   |                   |
| 13. | Corea del Nord | 7 | 4 | 0 | 3 | 40 | 44  | -4    |                   |
| 14. | Sudafrica      | 7 | 3 | 1 | 3 | 64 | 20  | +44   |                   |
| 15. | Messico        | 7 | 2 | 0 | 5 | 36 | 46  | -10   |                   |
| 16. | Israele        | 6 | 0 | 0 | 6 | 27 | 85  | -58   |                   |
| 17. | Nuova Zelanda  | 6 | 3 | 0 | 3 | 53 | 27  | +26   |                   |
| 18. | Pakistan       | 6 | 1 | 1 | 4 | 31 | 86  | -55   |                   |
| 19. | Taiwan         | 6 | 0 | 0 | 6 | 7  | 178 | -171  |                   |